# Yenew Alamirew
Yenew Alamirew Getahun, né le 27 mai 1990 à Tilili, est un athlète éthiopien spécialiste des courses de fond.

## Carrière
En 2011, pour sa première participation à une course en salle, le meeting Sparkassen-Cup de Stuttgart, Yenew Alamirew établit la meilleure performance mondiale de l'année sur 3 000 mètres en 7 min 27 s 80 et devient à cette occasion le troisième performeur de tous les temps sur cette distance, derrière le Kényan Daniel Komen et son compatriote Haile Gebrselassie,. Il entame sa saison en plein air en remportant le 3 000 m du meeting Qatar Athletic Super Grand Prix de Doha, première étape de la Ligue de diamant 2011, devançant les Kényans Edwin Soi et Eliud Kipchoge,. Auteur d'un nouveau record personnel sur 5 000 m 13 min 0 s 46, fin juillet à Monaco, il décroche sa première médaille internationale en catégorie sénior en se classant deuxième des Jeux africains disputés en septembre à Maputo, au Mozambique. Crédité de 13 min 43 s 33, il s'incline face à l'Ougandais Moses Kipsiro. 

### Palmarès
| Date | Compétition                    | Lieu             | Résultat | Épreuve           |
| ---- | ------------------------------ | ---------------- | -------- | ----------------- |
| 2011 | Jeux africains                 | Maputo           | 2e       | 5 000 m           |
| 2012 | Championnats du monde en salle | Istanbul         | 9e       | 3 000 m           |
| 2013 | Ligue de diamant               | Ligue de diamant | 1er      | 3 000 m / 5 000 m |

### Records
| Épreuve   | Épreuve | Performance    | Lieu      | Date           |
| --------- | ------- | -------------- | --------- | -------------- |
| Extérieur | 1 500 m | 3 min 35 s 09  | Eugene    | 4 juin 2011    |
| Extérieur | 3 000 m | 7 min 27 s 26  | Doha      | 6 mai 2011     |
| Extérieur | 5 000 m | 12 min 48 s 77 | Paris     | 6 juillet 2012 |
| Salle     | 3 000 m | 7 min 27 s 80  | Stuttgart | 5 février 2011 |